# The Matrix
The Matrix is een Amerikaanse-Australische sciencefictionfilm uit 1999 van het subgenre cyberpunk, onder regie van de Wachowski's.
The Matrix is het eerste deel uit een filmserie. Samen met The Matrix Reloaded en The Matrix Revolutions, beide uit 2003, vormt het een trilogie. Volgens recensenten overtroffen geen van beide het eerste deel, noch qua verhaallijn noch qua special effects. In 2021 volgde nog The Matrix Resurrections. Alle delen zijn uitgegeven door Warner Bros.
Een belangrijk visueel effect dat door de film beroemd is geworden is de methode van de bullettime. Hierbij wordt een vechtscène gefilmd met een rij camera's, vaak geplaatst in een halve cirkel, waarmee op enig moment de scène voor het publiek stilgezet wordt en het gezichtsveld van het publiek om de acteurs heen lijkt te bewegen doordat de beelden van de verschillende camera’s achter elkaar worden getoond.

## Verhaal
Thomas A. Anderson is programmeur bij een softwareontwikkelaar en heeft een illegale parttime bijverdienste onder het hackeralias Neo. Neo wordt gecontacteerd door een groep 'rebellen' onder leiding van Morpheus. Deze onthult aan Neo dat de wereld waarin hij leeft een 'schijnwereld' is die zij benoemen als de Matrix. De Matrix is in werkelijkheid een computersimulatie van de wereld zoals deze was in 1999, gemaakt om mensen onder controle te houden. Morpheus geeft Neo de keuze om uit de Matrix te ontsnappen naar de 'echte wereld', of onwetend terug te keren en er te blijven.
Neo kiest voor de 'echte wereld' en wordt wakker binnen een reusachtige 'legbatterij' voor mensen. Hij wordt door de energiecentrale uitgespuwd en door de bemanning van de Nebuchadnezzar (het schip van Morpheus) opgepikt. In ijltempo wordt hij opgeknapt en opgeleid. De 'echte wereld' is in de toekomst, hoewel niemand weet welk jaar het is; Morpheus vermoedt dat het ergens rond 2199 is. Wat Morpheus wel weet is dat ergens in de 21e eeuw kunstmatige intelligentie werd uitgevonden. Niemand weet hoe het precies is misgelopen, maar de kunstmatige intelligentie en de mensheid belandden in een oorlog waarin de mensheid de zon permanent verduisterde om de door zonne-energie aangedreven machines van hun energievoorziening af te snijden. Uiteindelijk nam die echter de macht van de mensheid over en sindsdien dienen mensen nu slechts als herbruikbare energiebron voor de machines. De Matrix is een illusie om hen onwetend en kalm te houden.
De Matrix is echter geen foutloze simulatie en sommige regels in de programmatuur kunnen uitgebuit worden. Dit is essentieel, want de Matrix wordt bewaakt door 'Agenten', intelligente programma's die overal kunnen opduiken, razendsnel en sterk zijn en functioneren als een soort antivirus om onregelmatigheden op te sporen en te elimineren. Agent Smith is de belangrijkste van deze 'antivirussen' en de gevaarlijkste tegenstander van Neo en de rebellen. Tijdens zijn verblijf op het schip krijgt Neo een goede band met Trinity.
Morpheus gelooft dat Neo de Ware is (Engels: 'the One', anagram van 'Neo'), diegene die in staat is de Matrixprogrammatie in zijn voordeel te manipuleren en van wie voorspeld is dat hij de oorlog tussen de mensheid en de machines tot een eind kan brengen. Om dat zeker te weten moet echter het Orakel geraadpleegd worden, een oude vrouw die in de Matrix leeft.
Cypher, ook ooit door Morpheus bevrijd maar beu in de 'echte wereld' te leven, heeft hen echter verraden aan de Agenten. Voor de bemanning de Matrix weer kan verlaten, wordt Morpheus gevangengenomen. Alleen Neo en Trinity slagen erin levend terug te keren uit de Matrix. Daarna zetten ze een onmogelijke reddingsmissie op touw.

## Hoofdrolspelers
| Acteur             | Personage            |
| ------------------ | -------------------- |
| Keanu Reeves       | Neo, Thomas Anderson |
| Laurence Fishburne | Morpheus             |
| Carrie-Anne Moss   | Trinity              |
| Hugo Weaving       | Agent Smith          |
| Joe Pantoliano     | Cypher               |
| Gloria Foster      | the Oracle           |

## Achterliggende concepten

### De wereld als simulatie
Het thema van de film: is de wereld een illusie? is al een oude vraagstelling in de filosofie. Plato besteedde hier al aandacht aan in zijn allegorie van de grot. Bij de opkomst van de computer ontstond het concept dat de wereld zoals we die waarnemen mogelijk een computersimulatie is. Dit wordt de simulatiehypothese genoemd. Over dit idee zijn al eerder films gemaakt. Welt am Draht (Wereld aan een draad), een tweedelige sf-film, was te zien op de Duitse televisie in 1973. De film is geregisseerd door Rainer Werner Fassbinder en is gebaseerd op het boek Simulacron-3, ook uitgegeven als Counterfeit World van de Amerikaanse sf-schrijver Daniel F. Galouye uit 1964.  Het verhaal gaat over een personage dat er langzaam achter komt dat zijn wereld een illusie is en in werkelijkheid een geavanceerde alle zintuigen omvattende simulatie of virtual reality is in een  computer en hij probeert hieruit te ontsnappen. Zijn wereld blijkt slechts een van vele simulaties te zijn, en de vraag rijst of de wereld die de simulaties heeft gecreëerd niet zelf ook een simulatie is. De film werd opnieuw gemaakt in 1999 in Hollywood onder de titel The Thirteenth Floor. In de roman This Perfect Day van Ira Levin 'breekt' de hoofdpersoon Chip telkens uit de controle van het systeem dat hem en de wereld beheerst middels elektronische en chemische controle, slechts om erachter te komen dat het volgende niveau nog steeds deel uitmaakt van het systeem. Een ander voorbeeld van de wereld als een illusie is The Truman Show. Hierin wordt een man genaamd Truman Burbank zijn hele leven al gevolgd door de rest van de wereld in een tv-programma, zonder dat hij het zelf door heeft.
Het boek Simulacres et Simulation (Imitaties en simulaties) van de Franse criticus Jean Baudrillard diende als een van de inspiratiebronnen voor de film. Dit boek wordt in de film getoond als middel om cd's in te verstoppen. In dit werk onderzoekt de schrijver de relatie tussen de realiteit, symbolen, cultuur en media en hoe dit tot een gedeeld beeld van de samenleving leidt. De film zou daarom ook als kritische allegorie op de hedendaagse mediagedreven consumptiemaatschappij gezien kunnen worden. De schrijver was echter kritisch over hoe de film zijn boek verkeerd interpreteerde.

### Keuze: Rode pil
Neo krijgt de keuze een rode pil te slikken en uit de matrix gewekt te worden, of een blauwe pil te slikken en alles van zijn ontmoeting te vergeten. Deze gebeurtenis begint in de westerse maatschappij een spreekwoordelijke betekenis te krijgen: ook buiten de context van de film wordt "rode pil" gebruikt als een symbool voor ontwaken uit illusies.

### Levensbeschouwing
Het idee achter de Matrix is gebaseerd op het gnosticisme, het boeddhisme en westerse filosofen als Plato.
Een kenmerkende overeenkomst tussen de thematiek van de Matrix en het denken binnen het boeddhisme is het bestaan van een echte (goddelijke) en een schijnwereld (Maya) (zie ook hindoeïsme). Zoals een slaper zijn droom beleeft, zo bestaat het aardse leven in het goddelijke. De naam Morpheus (in de Griekse mythologie de god van de dromen) is dan ook niet toevallig gekozen.

### Filosofie
De Matrix is een praktisch voorbeeld van René Descartes' beroemde stelling: Cogito ergo sum ('Ik denk, dus ik ben'). Namelijk dat je altijd en alleen zeker kunt zijn van je eigen bestaan maar dat al het andere een illusie kan zijn. De stelling van Descartes is dan ook de filosofische grond waar de film The Matrix op is gebaseerd.
De invloeden van Plato zijn te zien als Neo uitgeplugd en bevrijd wordt, en voor het eerst de waarheid ontdekt. Plato beschrijft de filosoof als iemand die zich kan bevrijden, omdraaien en de waarheid kan zien (allegorie van de grot). Eerst zal het licht van de zon (de waarheid) hem verblinden (het zal hem pijn doen aan de ogen). Bij Neo is dit precies hetzelfde. Hij grijpt naar zijn ogen, en moet overgeven.
Morpheus citeert uit een gedicht van de taoïstische Zhuang Zi met de tekst: Have you ever had a dream, Neo, that you were so sure was real? What if you were unable to wake from that dream? How would you know the difference from the real world and the dream world?.

### Hersenen in een vat
Het idee van de Matrix komt ook overeen met het filosofische gedachte-experiment waarbij hersenen in een vat worden geplaatst en aangesloten op een krachtige computer. De hersenen beleven als het ware een simulatie die in feite niet bestaat maar alleen geproduceerd wordt door een computer.
De Matrix is geïnspireerd door cyberpunk-verhalen zoals Neuromancer van William Gibson. Ook de term "de Matrix" is waarschijnlijk aan deze roman ontleend.

### Wat is een Matrix
Er zijn verschillende definities voor het woord matrix. Ten eerste kan een matrix omschreven worden als een  moederweefsel waaruit een orgaan, tumor of ander weefsel ontstaat. Ten tweede kan het omschreven worden als de plaats van oorsprong. Beide definities kunnen verwijzen in de film naar de cocons waar de mensen in vast zitten en opgroeien.  
Een derde definitie van het woord matrix is in zijn algemeenheid een twee-dimensionaal stelsel dat een belangrijk wiskundig hulpmiddel is voor het oplossen van stelsels van vergelijkingen. In de elektronica wordt dit begrip gebruikt voor het aanduiden van een schakeling, die bestaat uit x horizontale lijnen en y verticale lijnen en waartussen op bepaalde kruispunten verbindingen worden aangeduid. In de film ziet Neo verscheidene keren de virtuele wereld als een aaneenschakeling van getallen in drie dimensies. Hij ziet dan eigenlijk het computerprogramma dat de machines gebruiken om de virtuele wereld te creëren. De matrix verwijst dan naar dit computerprogramma in drie dimensies.

### Religie
Morpheus en Neo kunnen de macht van De Matrix alleen overwinnen met hun irrationele geloof. Dankzij hun geloof creëren ze een kracht die sterker is dan De Matrix. Morpheus blijft geloven dat Neo de Uitverkorene is ondanks het feit dat Neo op de beslissende momenten steeds faalt. Alleen wanneer Neo op het eind van de film gaat geloven in zijn rol in de wereld, kan hij de agenten verslaan. Op dat moment zegt Morpheus: He's beginning to believe.

## Prijzen
De film kreeg meerdere prijzen, waaronder vier Academy Awards, twee BAFTA's en twee Saturn Awards.
Deze prijzen waren:
- Oscar voor beste montage
- Oscar voor beste geluid
- Oscar voor beste geluidbewerking
- Oscar voor beste visuele effecten
- BAFTA voor beste geluid
- BAFTA voor beste visuele effecten
- Saturn Award voor beste sciencefictionfilm
- Saturn Award voor beste regisseur